# Bocchino Belforti
Pour les articles homonymes, voir Bocchino.
Bocchino Belforti (Paolo Belforti, dit Bocchino) (première moitié du XIVe siècle-† décapité le 10 octobre 1361) fut co-seigneur de Volterra à partir de juillet 1348 environ, jusqu'au 5 septembre 1361.

## Biographie
Bocchino Belforti était le fils aîné d’Ottaviano Belforti, qui était devenu seigneur de Volterra en 1340 en chassant de la cité l’évêque Rainuccio Allegretti et en confisquant les institutions de la Commune à son profit. Bocchino avait participé activement à ces évènements, et notamment au siège du château de Berignone où s’était réfugié l’évêque. Pour ces faits, il avait été excommunié, comme son père, ses frères, et d’autres membres de la famille Belforti .
Lorsqu’Ottaviano mourut vers juillet 1348, Bocchino lui succéda avec son frère Roberto. Les deux avaient été confirmés dans la succession de leur père du vivant de celui-ci, très peu de temps auparavant, pendant l’été 1348. En effet, Ottaviano leur avait fait reconnaître par le Peuple et les autorités de la Commune les mêmes pouvoirs que ceux qui lui avaient été consentis en 1343. Très rapidement Roberto, qui n’avait pas de réelles capacités à gouverner, laissa le pouvoir à son frère, s’effaçant et se contentant d'une position secondaire. 
Bocchino Belforti exerça un gouvernement dur, que le chroniqueur Matteo Villani qualifia de tyrannique. Il s’efforça en fait de conforter un pouvoir fragile et de lutter contre les résistances qui ne manquèrent pas de s’exprimer contre la mainmise de la famille Belforti sur la ville, y compris au sein de sa propre faction. Il s’efforça aussi de construire une véritable seigneurie héréditaire, et ainsi d’ériger un État fort, alors que la complexité des institutions de la république de Volterra et la division du pouvoir rendaient celle-ci fragile face aux ambitions des grandes puissances régionales, et notamment Florence. Pour ce faire, il n’hésita pas à contracter des alliances avec les Gibelins, ce que lui reprocha fortement Villani, Volterra étant depuis longtemps une « nation guelfe ».
Bocchino mena donc une politique d’équilibre entre les puissances antagonistes, Florence la guelfe et Pise la gibeline. Pour maintenir de bonnes relations avec la première, il épousa Bandecca de’ Rossi, sœur de Pino de’ Rossi, qui avait été podestat de Volterra en 1341, issu d’une grande famille de Florence. Il s’allia par ailleurs avec la seconde, qui était gouvernée par la faction anti-florentine des « Raspanti » , afin de se prémunir contre les désirs d’expansion territoriale des Florentins.
Cette politique fut remise en cause lorsque la faction « Raspanti » fut chassée de Pise et remplacée par celle des « Bergolini », favorable à des accords avec Florence. Volterra accueillit les chefs de la faction des « Raspanti », les Della Rocca et le comte Gherardo della Gherardesca. La cité dut alors faire face dans la nuit du 18 mai 1349 à un assaut des Pisans qui essayèrent de s’en emparer par surprise. Ces derniers entendaient capturer le comte Gherardo della Gherardesca. Cette tentative échoua car le gouvernement de la ville avait été alerté de ce projet. Des soldats avaient été placés aux postes de garde avancés et stratégiques. Les nombreux hommes armés envoyés par Pise se heurtèrent en conséquence à une résistance inattendue et durent se replier dans le désordre et la confusion.
Cet évènement eut de graves répercussions internes. Les ennemis de Bocchino Belforti organisèrent à plusieurs reprises des émeutes et conjurations, y compris avec des appuis extérieurs, pour le renverser. Celui-ci répliqua alors avec toujours plus de violence.
En 1361, Bocchino Belforti était au faîte de sa puissance. Il était sous la protection de l’empereur. Il avait acquis la citoyenneté siennoise et à ce titre était allié de certaines des plus grandes familles de cette ville (Piccolomini, Belanti, Malavolti). Par son mariage, il bénéficiait également de soutiens importants chez certaines familles florentines de sa parentèle, à commencer bien entendu par les Rossi. Il avait verrouillé à son profit et à celui de son frère Roberto et de sa famille les institutions de la république de Volterra et avait accaparé un certain nombre de châtellenies de son contado (Montegabbro, Buriano, Montecatini, Caselli, Belforte).
Cette année-là, Bocchino, désireux de sécuriser Volterra, fit construire des tours pour encercler et surveiller la forteresse de Monteveltraio, qui dominait la route d’accès à la cité, et qui était tenue par son cousin Francesco Belforti. Ce dernier étant mort, Bocchino interdit à ses fils de résider à Volterra. Ces dissensions risquant de dégénérer en une guerre fratricide nuisible à la paix dans toute la région, Florence, Lucques et Sienne mandatèrent des représentants en mars 1361 pour servir d’arbitres entre les deux partis. Le conflit n’étant toujours pas résolu, les Florentins envoyèrent à nouveau en juillet des ambassadeurs à Volterra. Ils y restèrent 29 jours. Ils obtinrent enfin une promesse de paix et les fils de Francesco furent admis à rentrer dans la cité. Ces troubles eurent pour conséquence, en ce même mois de juillet, que certains membres du Popolo, notamment Paolo Inghirami, commencèrent à essayer de persuader les habitants de la ville qu’il fallait ôter aux Belforti les privilèges qui leur avaient été accordés en 1343, comme celui de siéger de droit au sein de la magistrature suprême des VI Défenseurs ou celui de détenir une des clés de la cassette renfermant les noms des citoyens habilités à exercer des fonctions publiques. À la fin août, Bocchino autorisa secrètement un de ses partisans à se venger d’un serviteur des fils de Francesco, qui avait tué un membre de sa famille. Il assassina celui-ci pendant son sommeil. Il s’ensuivit une bataille urbaine entre les deux camps, pendant laquelle plusieurs amis et alliés des fils de Francesco trouvèrent la mort. Les Florentins enjoignirent à Bocchino de s’amender et de respecter sa parole de s’accorder avec ses adversaires. Le seigneur de Volterra leur promit mais les Florentins ne lui firent pas confiance et envoyèrent de nombreux soldats pour protéger la forteresse de Monteveltraio où s’étaient retranchés les fils de Francesco. Bocchino Belforti regroupa ses partisans et fit appel à des cavaliers pisans pour renforcer ses troupes. Mais il prit conscience que la puissance florentine était supérieure à la sienne. De plus, à Volterra même, l’hypothèse de perdre les privilèges autrefois accordés à sa famille, fondement de son pouvoir, se faisait de plus en plus probable. Il résolut alors de vendre sa seigneurie à la république de Pise contre 32000 florins d’or. Mais les habitants de la cité, qui eurent connaissance de ce projet, comprirent qu’ils risquaient de perdre leur indépendance. Ils prirent leurs armes, s’emparèrent par surprise des selles et des freins des cavaliers pisans alliés de Bocchino. Ils expulsèrent ceux-ci et ne leur rendirent leurs chevaux et armures qu’une fois hors du territoire de la république. Ils se rendirent par la suite au palais de Bocchino. Celui-ci essaya de se justifier et de se défendre en les exhortant à sauvegarder leur indépendance, leurs libertés et franchises que les Florentins risquaient d’abattre. Ils ne l’écoutèrent pas et le firent prisonnier ainsi que sa famille (sa femme et ses fils) et certains de ses alliés (5 septembre).
À l'instigation de Giovanni Inghirami, membre éminent du Popolo, qui n’eut de cesse de rappeler aux VI Réformateurs les exactions et violences commises par l’ancien seigneur de Volterra et la sujétion insupportable dans laquelle lui et sa famille avaient plongé les citoyens, ces magistrats décrétèrent sa mort le 18 septembre. Le dimanche matin 10 octobre 1361, il fut décapité sur la Place des Prieurs. C'est le nouveau capitaine du Peuple, Migliore Guadagni, qui prononça la sentence de mort.